# Мюрішен
Мюрішен (вірм. Մյուրիշեն), Мірушен (вірм. Միրուշեն, азерб. Miruşen) — село у Ходжавендському районі Азербайджану. Село розташоване за 22 км на північний захід від міста Ходжавенд, за 3 км на північний захід від села Кагарці, за 6 км на північ від села Ннгі, за 7 км на північний схід від села Гарав, за 5 км на південь від села Бердашен та за 2 км на захід від села Авдур.